# Karksi (Mulgi)
Pour les articles homonymes, voir Karksi (homonymie).
Karksi est un village de la commune de Mulgi, situé dans le comté de Viljandi en Estonie.

## Géographie
Le village s'étend sur 10,8 km dans le sud du comté de Viljandi, près de la ville de Karksi-Nuia, à 35 km au sud de Viljandi.

## Histoire
Le village est mentionné en 1241 dans le Liber Census Daniæ et une paroisse est érigée à la même époque, près du domaine seigneurial de Karkus (ancien nom officiel de Karksi, jusque dans les années 1930) et d'une forteresse, qui sera détruite en 1708.
Karksi fait partie de la commune homonyme jusqu'à la réorganisation administrative d'octobre 2017, quand celle-ci fusionne avec Abja, Halliste et Mõisaküla pour former la commune de Mulgi.

## Démographie
La population est en constante diminution depuis les années 1990. Elle s'élevait à 661 habitants en 1991, 643 en 2001, 590 en 2004, 558 en 2007 et 486 en 2020.

## Sites et monuments
L'église luthérienne, construite en 1777-1778 et dédiée à saint Pierre, avec son clocher caractéristique, s'appuie sur un ancien mur du château fort. L'ancien manoir seigneurial de Karkus datant du XVIIIe siècle est de style néoclassique précoce.